# Łagodna (opowiadanie)

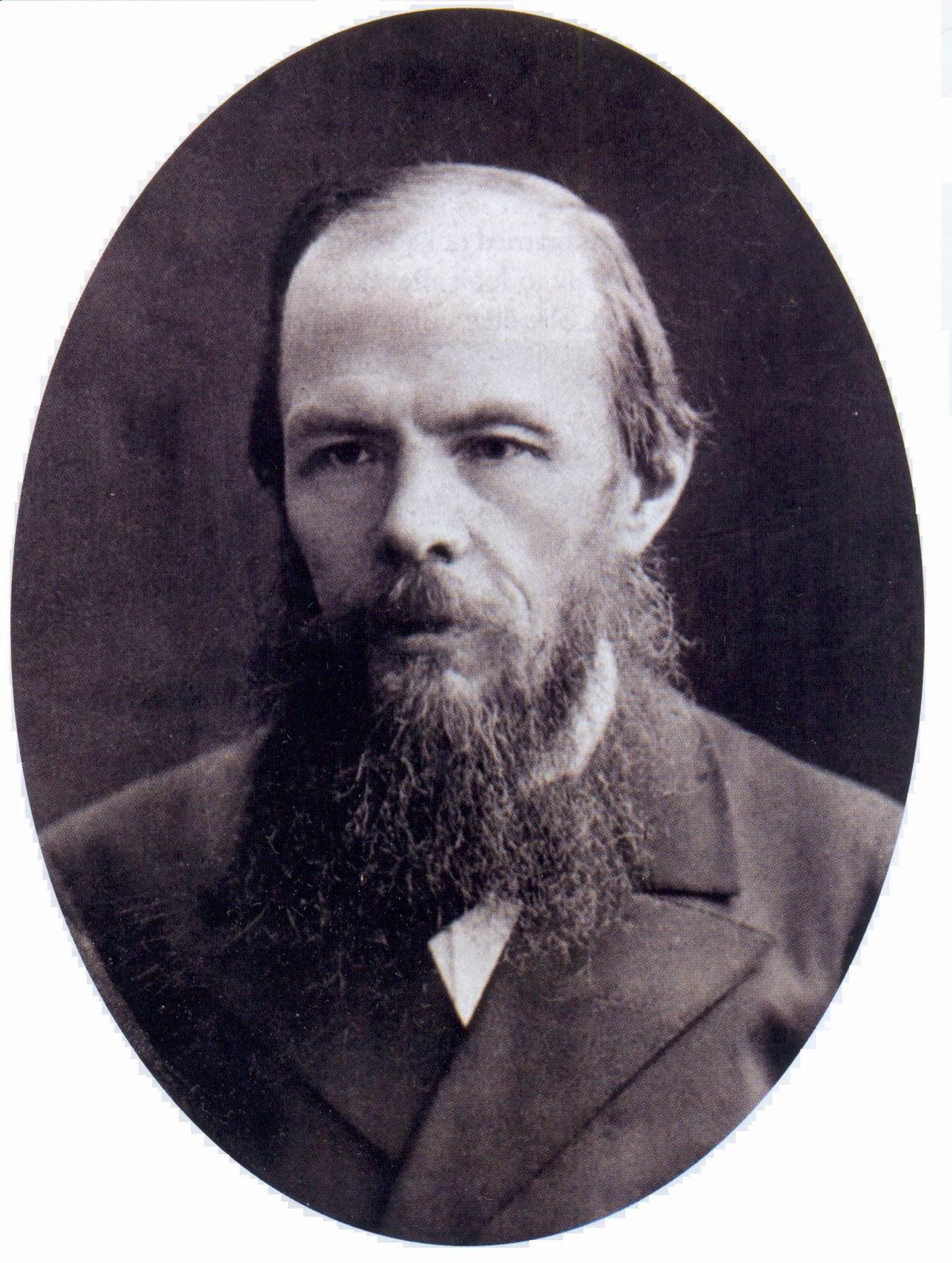
Fiodor Dostojewski, autor opowiadania "Łagodna"

Łagodna, także: Potulna (ros. Кроткая) – opowiadanie Fiodora Dostojewskiego z 1876 traktujące o toksycznym małżeństwie, w którym żona pchnięta do ostatecznych kroków, popełnia samobójstwo.
Opowiadanie utrzymane jest w konwencji monologu. Główny bohater snuje rozważanie na temat nieudanego małżeństwa, próbuje znaleźć winnego tragicznego końca historii. Początkowo wini kobietę, na sam koniec uświadamia sobie jednak, że to on był tyranem. Mężczyzna ma czterdzieści jeden lat w momencie, gdy poślubia szesnastoletnią dziewczynę. Ona jest sierotą, decyduje się na ten związek przede wszystkim dlatego, że żyje na skraju nędzy. Mąż nie okazuje jej uczuć. Wspólne chwile wypełnia milczenie, a brak rozmowy o nawarstwiających się problemach stopniowo tworzy coraz bardziej toksyczną rzeczywistość, której młoda kobieta psychicznie nie wytrzymuje. Próbuje rozbudzić w mężu uczucia, ale ten odpycha ją. Na krótko przed jej śmiercią uświadamia sobie że kocha żonę, pragnie jednak, by to ona sama odkryła jego wewnętrzną prawdę. Przez nierealne wymagania i zawiłą psychikę mężczyzny oboje bohaterowie cierpią, są nieszczęśliwi i niespełnieni.